# 布托讷河畔圣塞沃兰
布托訥河畔圣塞沃兰（法語：Saint-Séverin-sur-Boutonne，法語發音：[sɛ̃ sevʁɛ̃ syʁ butɔn]）是法国滨海夏朗德省的一个市镇，位于该省北部偏东，和德塞夫勒省接壤，属于圣让当热利区。

## 地理
布托讷河畔圣塞沃兰（46°4'58"N, 0°25'18"W）面积7.78 平方千米，位于法国新阿基坦大区滨海夏朗德省，该省份为法国西部滨海省份，北起旺代省，西临大西洋，南至吉倫特省，东南接多爾多涅省，东北接德塞夫勒省接壤，东临夏朗德省。
与布托讷河畔圣塞沃兰接壤的市镇（或旧市镇、城区）包括：夸韦尔、布托讷河畔当皮埃尔、孔泰斯新城、勒韦尔、普莱讷达尔让松。

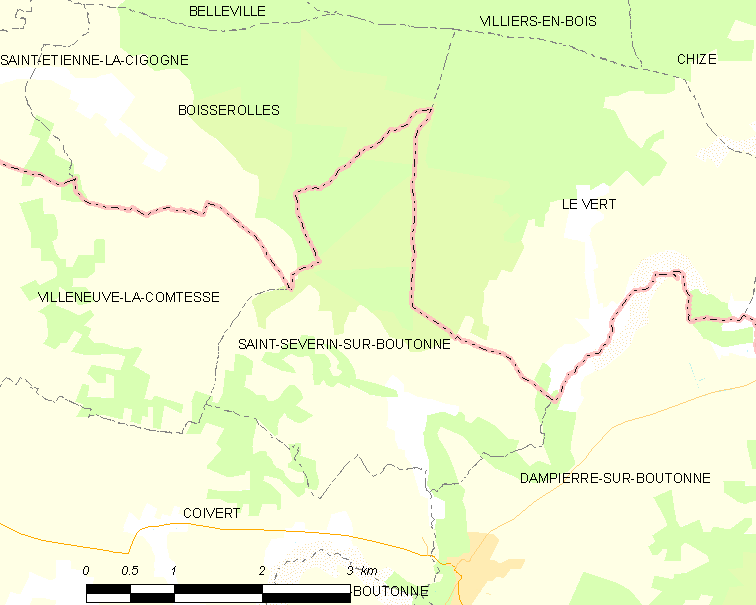
布托讷河畔圣塞沃兰的OSM定位图

布托讷河畔圣塞沃兰的时区为UTC+01:00、UTC+02:00（夏令时）。

## 行政
布托讷河畔圣塞沃兰的邮政编码为17330，INSEE市镇编码为17401。

## 政治
布托讷河畔圣塞沃兰所属的省级选区为马塔县。

## 人口

1962-2008年间布托讷河畔圣塞沃兰人口变化图示

布托讷河畔圣塞沃兰于2022年1月1日时的人口数量为93人。

## 交通
滨海夏朗德省省道D103线和D121线经过境内。